# Alejandro Romero Gamarra
Alejandro Sebastián „Kaku” Romero Gamarra (ur. 11 stycznia 1995 w Ciudadeli) – paragwajski piłkarz z obywatelstwem argentyńskim występujący na pozycji ofensywnego pomocnika lub skrzydłowego, reprezentant Paragwaju, od 2023 roku zawodnik emirackiego Al-Ain.
Jego rodzice pochodzą z Paragwaju.